# 9912 Donizetti
9912 Donizetti è un asteroide della fascia principale. Scoperto nel 1977, presenta un'orbita caratterizzata da un semiasse maggiore pari a 2,5654033 UA e da un'eccentricità di 0,1464748, inclinata di 7,26548° rispetto all'eclittica.
Asteroide è dedicato al Gaetano Donizetti.